# Masan (Corea del Sud)
Masan è stata la capitale della provincia coreana del Gyeongsang Meridionale. La città è ubicata sulla costa nella baia di Masan (마산만) a circa 35 km ad ovest di Busan. Era nota per la sua industria tessile ed oggi per il suo birrificio. Dal 2010, assieme ad altre due città, è stata inglobata nella nuova Changwon.
Durante il periodo in cui fu sotto l'influenza dei mongoli, si chiamava Happo (合浦).

## Storia
Nell'ottobre del 1274, dopo che i funzionari coreani incoraggiarono Kublai Khan - capo dei mongoli della dinastia Yuan - nel dicendogli che il Giappone sarebbe stato facilmente sottomesso, lo stato coreano di Koryo costruì oltre 300 navi di grandi dimensioni per collaborare all'invasione del Giappone. Con oltre 20.000 uomini mongoli e 5.000 coreani, gli eserciti alleati partirono da Masan, a bordo di 900 navi, il 2 ottobre 1274, nel tentativo non riuscito di conquistare il Giappone.
Il 1º maggio 1899 venne aperto il porto di Masan su richiesta del Giappone. Tra i commerci iniziali vi forono quelli del sale, del pesce, del cotone e di altre merci minori.
Il 15 marzo 1960 vi si svolse una protesta contro la corruzione elettorale, guidata dal Partito Democratico di Masan. Circa 1.000 residenti parteciparono alla manifestazione, che ebbe luogo alle 19:30 di fronte alla sede del Partito Democratico. La protesta scatenò violenti scontri tra manifestanti e agenti di polizia durante i quali vennero uccisi diversi studenti. Per ripristinare l'ordine, le autorità oscurarono Masan e il generale Carter B. Magruder inviò dei Marines degli Stati Uniti per sedare i disordini.
Il 12 aprile 1960 venne rinvenuto, nelle acque del porto, il corpo di Kim Ju-yul. Kim - con indosso la divisa di allievo della Masan Commercial High School - era scomparso durante la protesta del 15 marzo. Le autorità affermarono che era annegato, ma molti residenti di Masan non credettero a questa spiegazione e fecero irruzione nell'ospedale in cui era stato portato il corpo di Kim. Qui scoprirono che i frammenti di un candelotto lacrimogeno, entrati nel suo cranio, lo avevano ucciso. Nei giorni successivi scoppiarono manifestazioni di massa che coinvolsero fino a 40.000 residenti della città. Nel corso dei nuovi scontri con la polizia, questa aprì il fuoco e uccise diversi manifestanti. Ancora una volta, l'esercito americano venne chiamato a contribuire a ristabilire l'ordine. A quel punto, la rabbia dell'opinione pubblica contro il governo aveva raggiunto livelli mai visti in precedenza e la ribellione contro il governo Rhee si moltiplicò, in tutto il paese, e il governo dichiarò la legge marziale.
Così, gli eventi di Masan del 1960 diedero il via al movimento contro la corruzione, noto come Rivoluzione d'aprile sudcoreana, che portò alle dimissioni del presidente Syngman Rhee e all'istaurazione della Seconda repubblica della Corea del Sud.
Nel 1979 vi furono delle proteste (come a Pusan), contro il regime del presidente Park Chung-hee, a seguito di una brutale repressione, da parte della polizia, di uno sciopero delle lavoratrici tessili della YH Trading Company. In seguito i lavoratori della zona franca di Masan riuscirono a creare quattro sindacati.
Il 7 dicembre 2009, il consiglio comunale della città approvò una proposta di unire Masan a Changwon e Jinhae, per costituire una città di oltre un milione di abitanti. I consigli comunali delle altre due città approvarono la fusione, che avrebbe portato ad ottenere i fondi nazionali a favore della metropoli, attraverso una legge che concedeva aiuti alle città con una popolazione di oltre un milione di abitanti. Il Consiglio Provinciale del Gyeongsang Meridionale approvò la fusione che venne autorizzata nella penultima settimana di dicembre 2009.
Il 1º luglio 2010 le tre città di Masan, Changwon e Jinhae vennero unite con la creazione di Changwon, che aveva una popolazione di 1.080.000 abitanti.

## Geografia antropica

### Suddivisioni amministrative
Come la maggior parte delle città coreane, il centro di Masan è diviso in divisioni amministrative chiamate dong (quartieri). Le zone periferiche sono divise in 1 eup e 4 myeon (cittadine):
1. Naeseo (내서읍)[7]
2. Quartiere di Sanho(산호동)
3. Gusan  (구산면)
4. Jindong (진동면)
5. Jinbuk (진북면)
6. Jinjeon (진전면)
7. Quartiere di Hyeon (현동)
8. Quartiere di Gapo (가포동)
9. Quartiere di Woryeong (월영동)
10. Quartiere di Munhwa (문화동)
11. Quartiere di Banwol (반월동)
12. Quartiere di Jungang (중앙동)
13. Quartiere di Wanwol (완월동)
14. Quartiere di Jasan (자산동)
15. Quartiere di Dongseo (동서동)
16. Quartiere di Seongho (성호동)
17. Quartiere di Gyobang (교방동)
18. Quartiere di Nosan (노산동)
19. Quartiere di Odong (오동동)
20. Quartiere di Happo (합포동)
21. Quartiere di Hoewon (회원동) (diviso in due dong)
22. Quartiere di Seokjeon (석전동) (diviso in due dong)
23. Quartiere di Hoeseong (회성동)
24. Quartiere di Yangdeok (양덕동) (diviso in due dong)
25. Quartiere di Hapseong (합성동)  (diviso in due dong)
26. Quartiere di Guam (구암동) (divisao in due dong)
27. Quartiere di Bongam (봉암동)

## Amministrazione

### Gemellaggi
- Jacksonville
- Houston
- Mokpo
- Shulan
- Zapopan
- Himeji
- Ussuriisk[8]